# Ryan Murphy (nadador)
Ryan Fitzgerald Murphy (Palos Heights, 2 de julio de 1995) es un deportista estadounidense que compite en natación, especialista en el estilo espalda.
Participó en tres Juegos Olímpicos de Verano, obteniendo en total nueve medallas: tres de oro en Río de Janeiro 2016, en 100 m espalda, 200 m espalda y 4 × 100 m estilos, tres en Tokio 2020, oro en 4 × 100 m estilos, plata en 200 m espalda y bronce en 100 m espalda, y tres en París 2024, oro en 4 × 100 m estilos mixto, plata en 4 × 100 m estilos y bronce en 100 m espalda..
Ganó catorce medallas en el Campeonato Mundial de Natación entre los años 2015 y 2023, doce medallas en el Campeonato Mundial de Natación en Piscina Corta entre los años 2012 y 2022, y cuatro medallas en el Campeonato Pan-Pacífico de Natación, en los años 2014 y 2018.
Estudió Administración de Empresas en la Universidad de California en Berkeley.

## Palmarés internacional
| Juegos Olímpicos                    | Juegos Olímpicos        | Juegos Olímpicos  | Juegos Olímpicos        |
| Año                                 | Lugar                   | Medalla           | Prueba                  |
| ----------------------------------- | ----------------------- | ----------------- | ----------------------- |
| 2016                                | Río de Janeiro (Brasil) | Medalla de oro    | 100 m espalda           |
| 2016                                | Río de Janeiro (Brasil) | Medalla de oro    | 200 m espalda           |
| 2016                                | Río de Janeiro (Brasil) | Medalla de oro    | 4 × 100 m estilos       |
| 2020                                | Tokio (Japón)           | Medalla de oro    | 4 × 100 m estilos       |
| 2020                                | Tokio (Japón)           | Medalla de plata  | 200 m espalda           |
| 2020                                | Tokio (Japón)           | Medalla de bronce | 100 m espalda           |
| 2024                                | París (Francia)         | Medalla de oro    | 4 × 100 m estilos mixto |
| 2024                                | París (Francia)         | Medalla de plata  | 4 × 100 m estilos       |
| 2024                                | París (Francia)         | Medalla de bronce | 100 m espalda           |
| Campeonato Mundial                  |                         |                   |                         |
| Año                                 | Lugar                   | Medalla           | Prueba                  |
| 2015                                | Kazán (Rusia)           | Medalla de oro    | 4 × 100 m estilos       |
| 2015                                | Kazán (Rusia)           | Medalla de plata  | 4 × 100 m estilos mixto |
| 2017                                | Budapest (Hungría)      | Medalla de plata  | 200 m espalda           |
| 2017                                | Budapest (Hungría)      | Medalla de bronce | 100 m espalda           |
| 2019                                | Gwangju (Corea del Sur) | Medalla de plata  | 200 m espalda           |
| 2019                                | Gwangju (Corea del Sur) | Medalla de plata  | 4 × 100 m estilos       |
| 2019                                | Gwangju (Corea del Sur) | Medalla de plata  | 4 × 100 m estilos mixto |
| 2022                                | Budapest (Hungría)      | Medalla de oro    | 200 m espalda           |
| 2022                                | Budapest (Hungría)      | Medalla de plata  | 100 m espalda           |
| 2022                                | Budapest (Hungría)      | Medalla de plata  | 4 × 100 m estilos       |
| 2023                                | Fukuoka (Japón)         | Medalla de oro    | 100 m espalda           |
| 2023                                | Fukuoka (Japón)         | Medalla de oro    | 4 × 100 m estilos       |
| 2023                                | Fukuoka (Japón)         | Medalla de plata  | 200 m espalda           |
| 2023                                | Fukuoka (Japón)         | Medalla de bronce | 4 × 100 m estilos mixto |
| Campeonato Mundial en Piscina Corta |                         |                   |                         |
| Año                                 | Lugar                   | Medalla           | Prueba                  |
| 2012                                | Estambul (Turquía)      | Medalla de bronce | 200 m espalda           |
| 2018                                | Hangzhou (China)        | Medalla de oro    | 100 m espalda           |
| 2018                                | Hangzhou (China)        | Medalla de oro    | 4 × 100 m estilos       |
| 2018                                | Hangzhou (China)        | Medalla de plata  | 50 m espalda            |
| 2018                                | Hangzhou (China)        | Medalla de plata  | 200 m espalda           |
| 2018                                | Hangzhou (China)        | Medalla de plata  | 4 × 50 m estilos        |
| 2022                                | Melbourne (Australia)   | Medalla de oro    | 50 m espalda            |
| 2022                                | Melbourne (Australia)   | Medalla de oro    | 100 m espalda           |
| 2022                                | Melbourne (Australia)   | Medalla de oro    | 200 m espalda           |
| 2022                                | Melbourne (Australia)   | Medalla de oro    | 4 × 100 m estilos       |
| 2022                                | Melbourne (Australia)   | Medalla de oro    | 4 × 50 m estilos mixto  |
| 2022                                | Melbourne (Australia)   | Medalla de plata  | 4 × 50 m estilos        |
| Campeonato Pan-Pacífico             |                         |                   |                         |
| Año                                 | Lugar                   | Medalla           | Prueba                  |
| 2014                                | Gold Coast (Australia)  | Medalla de bronce | 100 m espalda           |
| 2018                                | Tokio (Japón)           | Medalla de oro    | 100 m espalda           |
| 2018                                | Tokio (Japón)           | Medalla de oro    | 200 m espalda           |
| 2018                                | Tokio (Japón)           | Medalla de oro    | 4 × 100 m estilos       |